# Eternal (赤西仁單曲)
《Eternal》是日本傑尼斯藝人赤西仁(繼以LANDS的名義結束後之第二張個人單曲)，於2011年3月2日華納音樂日本發售。

## 解説
- 此張單曲為赤西仁退出偶像團體KAT-TUN後，轉往華納音樂日本的第一張個人名義單曲。
- 以４種類型販售（唯獨第一種類型只限於 live 會場的銷售）
- 「Eternal 」這首主打歌為第一次CD化，「ムラサキ」首次收錄為2004年海賊帆演唱會LIVE，兩首都是赤西仁親自作詞作曲

### CD類型
- 擁有不同的夾克
- 2011年1月14日在凱旋演唱會會場的預約者、CD類型一的部份由「附帶本人親筆message特製明信片」等做為獻禮送給歌迷。

- - 初回限定盤A･･･日幣1500元（WPZL-30273） 
    - 收錄「Eternal」拍攝錄影片段、封面的撮影風景，製成DVD的影像。

- - 初回限定盤B･･･日幣1200元（WPCL-10943） 
    - 附贈豪華24P彩色小冊子。

- - 通常盤･･･日幣1000元（WPCL-10944） 
    - 封面型標籤封入 （只限於初壓部分）。

- - LIVE會場限定盤･･･日幣1000元（WPCL-10945）

## 收錄曲

### CD
- - Eternal [5:38] 
    - 作詞･作曲：赤西仁、編曲：栗林悟

  - ムラサキ [3:13] 
    - 作詞･作曲：赤西仁、編曲：Tomoki Ishizuka

  - Eternal（Instrumental）
  - ムラサキ（Instrumental）

### DVD(僅限於初回A)
- - 「Eternal」Music Video
  - 「Eternal」夾克 ＆ Music Video 撮影構成影像